# Agencia Federal de Inteligencia
La Agencia Federal de Inteligencia (AFI) fue un organismo de inteligencia que funcionaba bajo la conducción política e institucional del Poder Ejecutivo de la República Argentina. Fue el órgano superior del Sistema de Inteligencia Nacional (SIN) y abarca los organismos que lo integran. Su deber era asesorar al presidente de la Nación Argentina y a los funcionarios del más alto nivel para la toma de decisiones, en el marco de su incumbencia. Dentro de su función específica, se encuentra la producción de inteligencia nacional e inteligencia criminal referida a delitos federales complejos, enmarcado en el respeto a los derechos y garantías de los ciudadanos consagrados en la Constitución Nacional y tratados internacionales, como así también a las leyes que regulan su actividad.
Fue creada en febrero de 2015 en reemplazo de la Secretaría de Inteligencia y fue disuelta el 15 de julio de 2024 por el presidente Javier Milei.

## Historia

### Antecedentes
En marzo de 2015 se promulgó la Ley de Inteligencia Nacional (Ley N.º 25 520) que entró en vigencia 120 días después. La reforma disolvió la Secretaría de Inteligencia (SI, ex-SIDE) y creó la Agencia Federal de Inteligencia (AFI). Con la modificación también se transfirió desde el Ministerio de Seguridad la Dirección Nacional de Inteligencia Criminal a la órbita de la AFI.
También al crearse la norma se traspasó la Dirección de Observaciones Judiciales al Ministerio Público Fiscal, mediante la creación del Departamento de Intercepción y Captación de las Comunicaciones (DICOM). En el 2015, pasó a depender de la Corte Suprema de Justicia de la Nación en razón de que "resulta más prudente, teniendo en miras el debido proceso legal, que la ejecución de una orden de intervención de una comunicación sea llevada a cabo por un organismo distinto al que es parte en la investigación", en referencia al Ministerio Público, que si bien "tiene el deber de proceder de acuerdo con criterios objetivos de actuación, resulta ser una parte principal en el proceso que persigue un interés determinado".
El 7 de julio de 2015 se publicó en el Boletín Oficial el decreto 1311/2015 el cual contempla la llamada "Nueva Doctrina de Inteligencia Nacional". El decreto cuenta con un anexo de más de 400 carillas y trata sobre las funciones, el personal y la estructura de la Agencia entre otros temas. El entonces titular de la AFI, Oscar Parrilli, se reunió con el sector empresario para aclarar los alcances de esta doctrina.
De acuerdo al decreto 1311/2015 se convocó mediante la UNICEN a nuevos agentes tanto estudiantes como graduados de distintas carreras, los cuales debían enviar un correo electrónico a una dirección de dicha universidad con su currículum para postularse.
Según la reforma de la Ley de Inteligencia, la comisión bicameral de Fiscalización de Organismos y Actividades de Inteligencia tiene por finalidad fiscalizar las actividades, el personal, la documentación y los bancos de datos de la Agencia Nacional de Inteligencia (AFI). Además le compete “supervisar y controlar los ‘Gastos Reservados’ que fueren asignados a los componentes del Sistema de Inteligencia Nacional” sumado a “la evaluación de la ejecución del Plan de Inteligencia Nacional”, la “consideración del Informe Anual de las Actividades de Inteligencia”, entre otras tareas.

### Gestión 2016-2019
Mauricio Macri nombró al frente de la AFI a Gustavo Arribas, quien fue secundado por Silvia Majdalani. En 2016 la designación de Arribas causó gran revuelo ya que se encuentra investigado por la justicia por las transferencias consideradas sospechosas de los jugadores de fútbol. En junio de 1999, participó en Diego Garay al club francés de Racing de Estrasburgo, la transferencia terminó mal ya que el futbolista tenía un pasaporte falso, la FIFA multó con una suma millonaria al escribano Arribas por no poseer licencia de agente autorizado. También participó en  Carlos Tévez al Corinthians, la Unidad de Información Financiera (UIF) investigaba, hasta antes de que asumiera, la posible evasión o lavado de dinero y las sospechas del organismo apuntaban a posibles maniobras financieras de la mafia rusa. Una empresa con sede en un paraíso fiscal depositó la plata en un banco de Nueva York. La comisión millonaria la cobraron argentinos a través de otra firma con sede en Gibraltar comandada por Arribas.
En 2016 tras la revelación mediática del escándalo internacional por lavado de dinero conocido como Panama Papers se filtró que Gustavo Arribas, poseía empresas en paraísos fiscales en los registros del Departamento de Estado de Nueva York.
En mayo de 2016 a través del decreto 656/2016 establecido por el Poder Ejecutivo se superaron una serie de contradicciones y superposiciones que se establecieron en el decreto 1311/25. El decreto 656/16 corrigió cuestiones organizativas, orgánicas, presupuestarias y funcionales, fortaleciendo la exclusiva y excluyente incumbencia de la comisión bicameral de Fiscalización de los organismos de Inteligencia en el control y seguimiento de la actividad y funcionamiento de la AFI. Se estableció un régimen estatutario para el personal acorde a la actividad. Según la norma, la anterior estructura de personal del organismo de inteligencia generaba “superposición de cargos, funciones y responsabilidades, lo que va en detrimento” de los objetivos de la Agencia. La disposición agregó en sus argumentos que “por lo tanto resulta necesaria su modificación, instrumentando mecanismos que permitan agilizar las instancias administrativas usuales de gestión”.
Ante la Comisión de Acuerdos del Senado de la Cámara alta, donde se dio el aval para sus nombramientos, Arribas y Majdalani reivindicaron la decisión presidencial de cerrar al acceso público información sensible del organismo, como el destino de los denominados fondos reservados.
Bajo la dirección de Arribas, en julio de 2016 se lanzó el Programa de Formación de Agentes de Inteligencia dentro de un plan de profesionalización que se puso en marcha dentro de la Agencia. Esto significó que  el reclutamiento y formación pase a manos de la Escuela Nacional de Inteligencia (ENI).

#### Denuncia de espionaje a periodistas
En octubre de 2016 los periodistas del Grupo Indalo Gustavo Sylvestre y Mauro Federico denunciaron haber sido blanco de hackeos por parte de una unidad dependiente de la Agencia Federal de Inteligencia. Tras conocerse las denuncias, las diputadas de la Nación por el Frente Renovador, Graciela Camaño y Cecilia Moreau, el diputado de la Nación por el Frente para la Victoria, Héctor Recalde, y los diputados de la Nación por el Frente de Izquierda y de los Trabajadores, Myriam Bregman y Nicolás del Caño, pidieron informes al Poder Ejecutivo con el objetivo de tener una respuesta de parte de la agencia.
Por su parte, el director general de la Agencia, Gustavo Arribas, y la subdirectora del organismo, Silvia Majdalani, negaron haber ordenado, dispuesto o autorizado tales hechos. A su vez, denunciaron el hecho ante la Justicia para que la posible existencia de espionaje ilegal en perjuicio de los periodistas fuera investigada y para que, de corroborarse, se identifique a los responsables. El requerimiento fue realizado ante el fuero federal penal y recayó por sorteo en el Juzgado Criminal y Correccional Federal N.º 9.

### Gestión 2019-2023

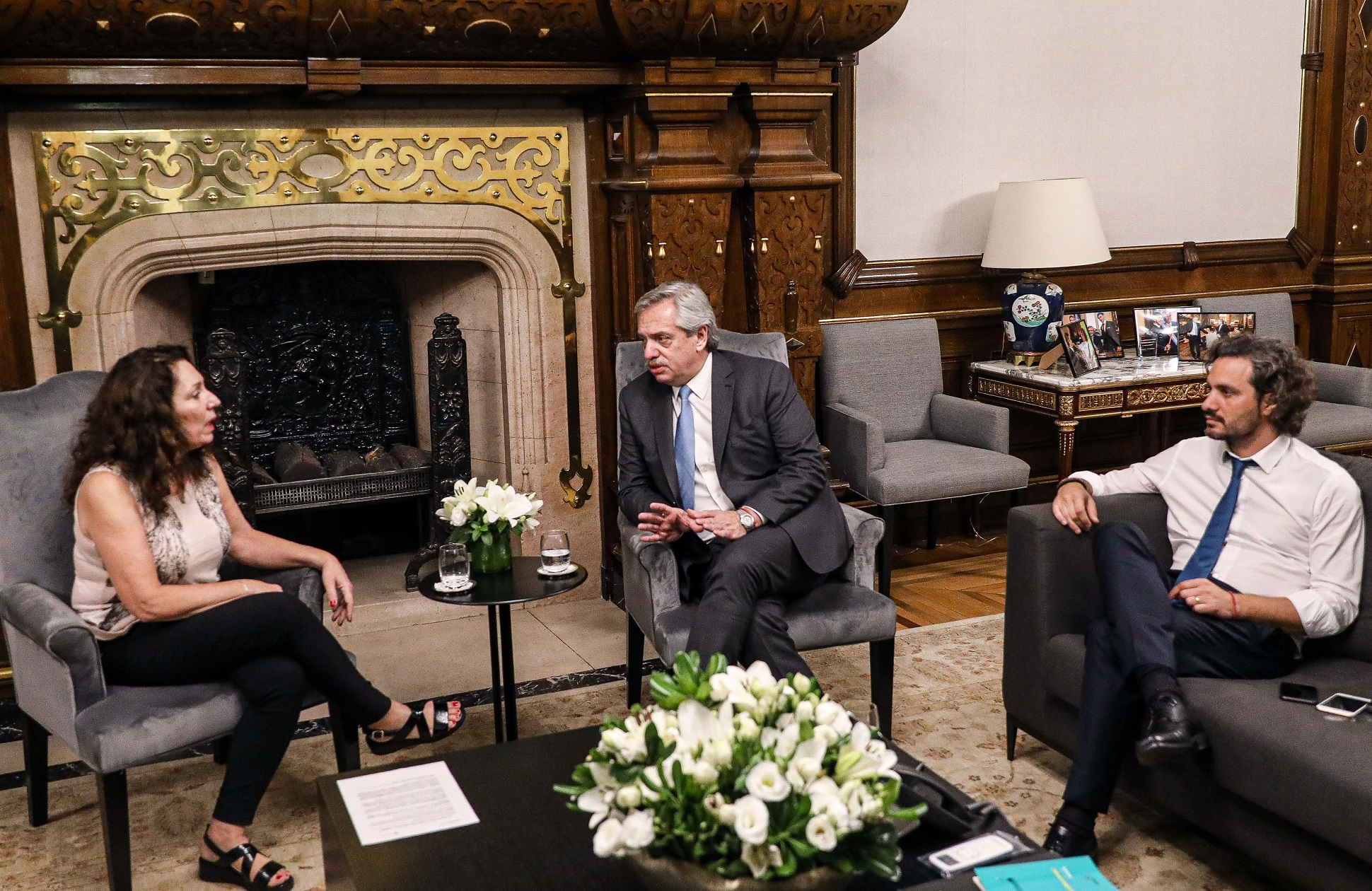
El presidente Alberto Fernández junto a la interventora de la Agencia Federal de Inteligencia, la fiscal Cristina Caamaño.

En su discurso de asunción, Alberto Fernández anticipó que ordenaría la intervención de la Agencia Federal de Inteligencia (AFI) y que sus fondos reservados se utilizarán para el plan contra el hambre. El 21 de diciembre mediante el decreto 52/2019 se establece la intervención de la Agencia Federal de Inteligencia por 180 días, y designa a la fiscal Cristina Caamaño como interventora.
El 14 de enero, Caamaño firmó una resolución para reducir al mínimo la participación de la inteligencia en la investigación de causas penales. El 1 de marzo, el presidente Alberto Fernández anunció la firma de un decreto de necesidad y urgencia para limitar las facultades de la Agencia federal de Inteligencia para realizar investigaciones criminales y tareas represivas, y la desclasificación de todos los archivos secretos sobre el atentado a la Amia de 1994.

## Descompartimentación
La modificación de la Ley de Inteligencia implementó la centralización de los bancos de datos mediante la creación del Banco de Protección de Datos y Archivos de Inteligencia. De esta forma, se incorporó la figura de un funcionario responsable en el tratamiento de esta información.
Además, la norma indica que toda relación o actuación entre la AFI y funcionarios o empleados de otros organismos estatales debe ser realizada por el director general o los funcionarios en quienes se haya delegado expresamente tal función.
Según los artículos 10 y 26 de la Ley 27.126 se estableció que los agentes de inteligencia deberán presentar la declaración jurada que exige la Ley de Ética Pública.

## Reclutamiento de nuevos agentes
El curso se realiza en la Escuela Nacional de Inteligencia (ENI) donde los alumnos cursan materias como doctrina de la inteligencia, legislación, ciclo de inteligencia, análisis de información y medidas de seguridad. A su vez, atienden conferencias especiales sobre los nuevos paradigmas de la inteligencia en América del Sur, narcotráfico, trata de personas, tráfico de armas, lavado de dinero, terrorismo, ciberseguridad y delitos contra el orden constitucional, para formarse como agentes de inteligencia. Los estudiantes son seleccionados en un trabajo conjunto de la Agencia con las principales universidades del país, que son las encargadas de referir estudiantes o graduados con destacado desempeño académico.

## Autoridades
Las autoridades máximas de la Agencia son el director general y la subdirectora general. Ambos son designados por el presidente de la Nación Argentina y ratificados por el Senado. Sus actividades están delineadas por la Ley 25 520 (Ley de Inteligencia Nacional) y su modificatoria Ley 27.126.

### Directores
| N.º | Director                         | Partido | Partido               | Periodo                                           | Presidente                     |
| --- | -------------------------------- | ------- | --------------------- | ------------------------------------------------- | ------------------------------ |
| 1   | Oscar Parrilli                   |         | Partido Justicialista | 5 de marzo de 2015 - 10 de diciembre de 2015      | Cristina Fernández de Kirchner |
| 2   | Gustavo Arribas                  |         | Propuesta Republicana | 10 de diciembre de 2015 - 10 de diciembre de 2019 | Mauricio Macri                 |
| 3   | Cristina Caamaño (Interventora)  |         | Independiente         | 23 de diciembre de 2019 - 6 de junio de 2022      | Alberto Fernández              |
| 4   | Agustín Rossi (Interventor)      |         | Partido Justicialista | 8 de junio de 2022 - 15 de febrero de 2023        | Alberto Fernández              |
| 5   | Ana Clara Alberdi (Interventora) |         | Partido Justicialista | 15 de febrero de 2023 - 12 de diciembre de 2023   | Alberto Fernández              |
| 6   | Silvestre Sívori (Interventor)   |         | Independiente         | 12 de diciembre de 2023 - 27 de mayo de 2024      | Javier Milei                   |
| 7   | Sergio Neiffert (Interventor)    |         | Independiente         | 6 de junio de 2024 - 15 de julio de 2024          | Javier Milei                   |

## Emblemas

Emblemas de AFI
2015-2016
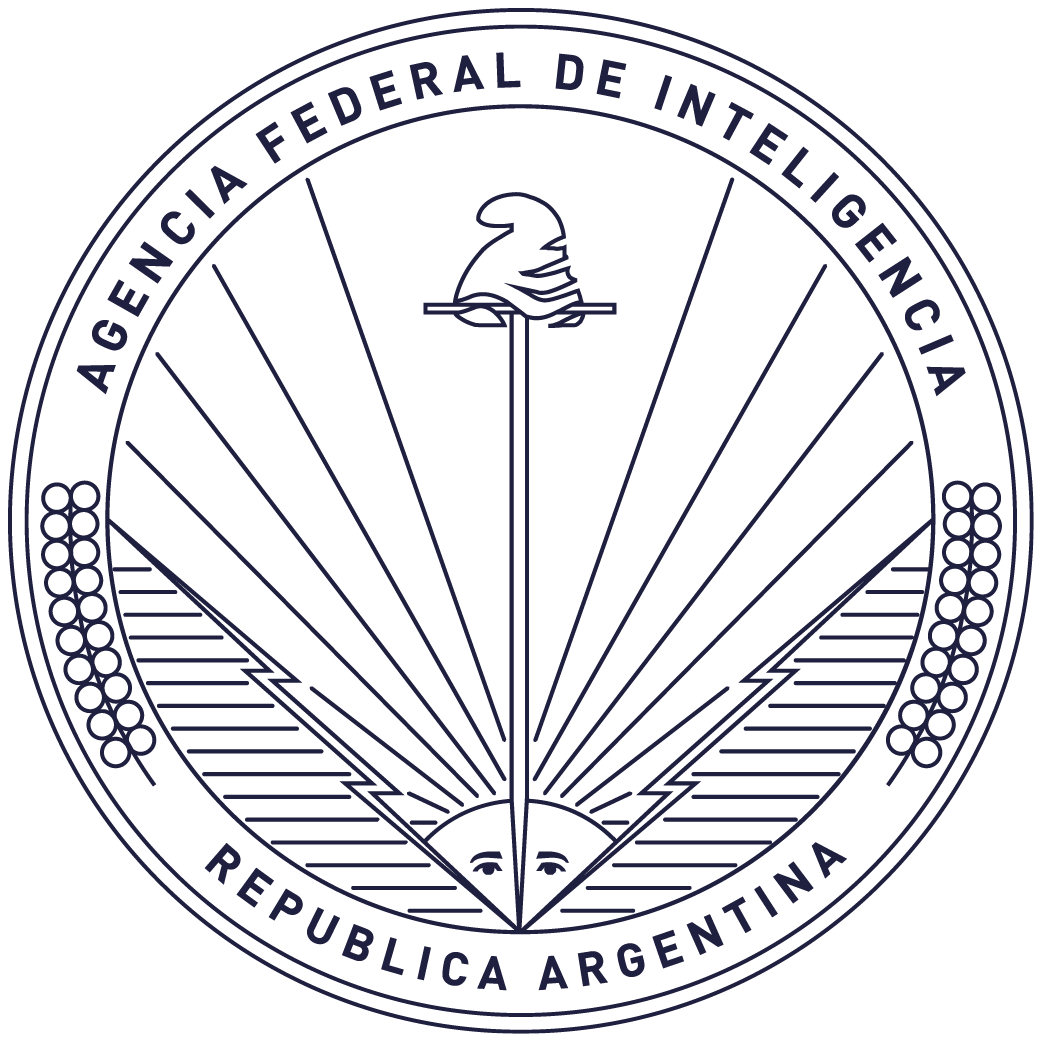
2016-2024